# Auburn 851 SC

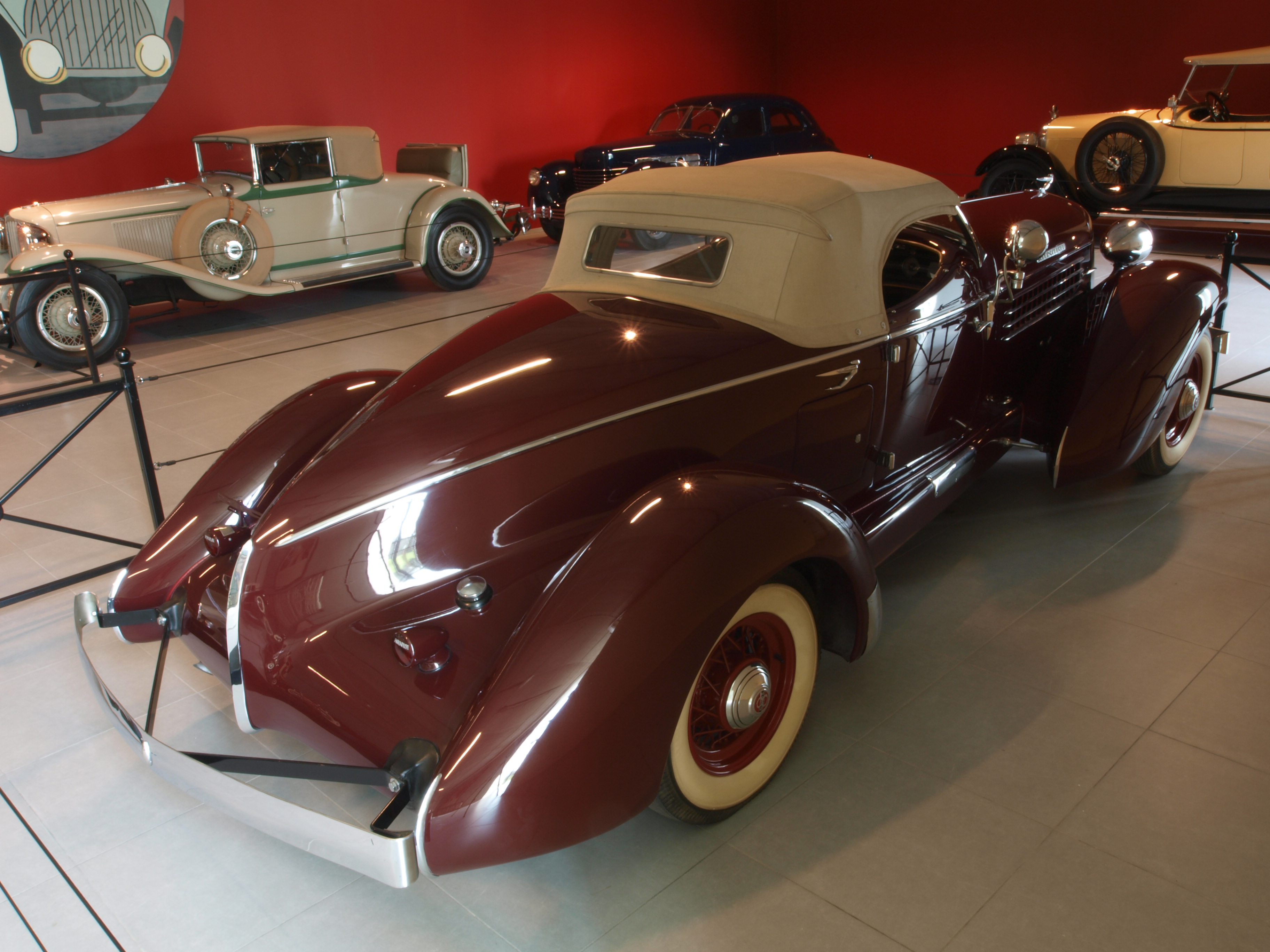
Aubrun 851 Boattail Speedster. 1936

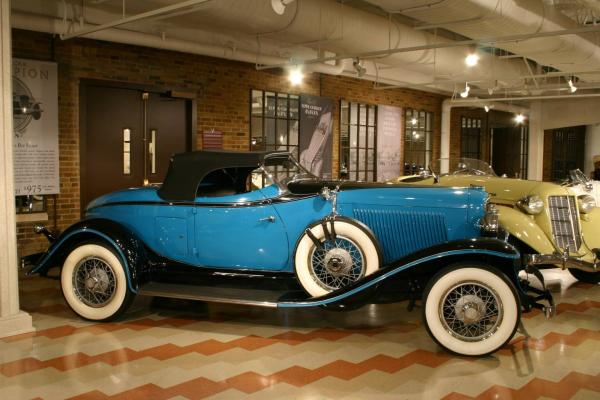
Auburn 851 Speedster. 1933

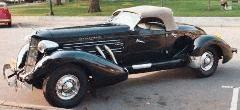
Auburn 851 Speedster. 1935

Auburn 851 SC був моделлю американської компанії Auburn Automobile Company  впродовж 1933–1937 років.

## Історія
Модель Auburn 851 виготовлялась найдовше з усіх моделей Auburn. Спортивна модель Auburn 851 Speedster була доволі потужним авто для своєї ціни. Компанія випустила модель 12-160 з 12-циліндровим мотором, що була найдешевшою на ринку. Але через її не бажали купувати ні заможні клієнти через малу ціну, ні бідніші, через вартість утримання. Тоді було вирішено встановити 8-циліндровий мотор. Встановлення 1932 на мотор компресора дозволив досягнути швидкості 100 миль/год. Було проведено три модифікації моделі. Остання Auburn 851/852 Speedster мала доволі успішні характеристики. Над дизайном працювали Ал Лімі (англ. Al Leamy) (1934), Гордон Бьоріґ (англ. Gordon Buehrig) (1935), який встановив на капоті вихлопні труби, як у Duesenberg Model J, що були свідченням наявності компресора. Наступного разу Гордон Бьоріґ встановив на Aubrun 851 Boattail понтонні крила (1936). Модель мала гальма на всі колеса. Вона продавалась за бл. 2 250 доларів, що приносило збиток близько 300 доларів. Мета була заманити знижкою до салону, де покупці купили б дешевші і більш практичні авто з кузовами седан, купе. Для реклами спортивного Speedster залучили гонщика А. Дженкінса. Він був першим американцем, який в час 12-годинної гонки мав середню швидкість 100 миль/год. На панелі приладів кожної машини кріпили шильдик, що вона випробувана гонщиком на швидкості 100 миль/год.

### Технічні дані Auburn 851 SC
|                                              |                                              |
| Розміри                                      | Параметри                                    |
| Роки випуску:                                | 1933-1937                                    |
| Колісна база:                                | 3226 мм                                      |
| Довжина:                                     | 4938 мм                                      |
| Ширина                                       | 1816 мм                                      |
| Висота                                       | 1473 мм                                      |
| Виготовлено:                                 | бл. 500 екземплярів                          |
| Маса порожнього:                             | 1699 кг                                      |
| Мотор                                        | 1×8-циліндровий, компресор Schwitzer-Cummins |
| Потужність мотора:                           | 150 к.с. при 4000 об/хв                      |
| Об'єм мотора                                 | 4589 см³                                     |
| Трансмісія:                                  | КП 3-ступінчаста механічна                   |
| Швидкість:                                   | 167 км/год.                                  |
| Розгін до швидкості 60 миль/год (97 км/год): | бл. 15 сек.                                  |